# Бузан-хан
Бузан-хан (умер в 1336) — чингизид, потомок Чагатая, хан Чагатайского улуса, годы правления (1334—1336)

## Правление
Бузан-хан сын Дурра Тимур-хана пришёл к власти после смерти чагатаида Тармаширин-хана в 1334 году.
Правил он всего два года. Период его правления характеризуется политическими неурядицами и экономическим кризисом. Видимо Бузан-хан не выпускал монеты либо выпустил их так мало, что они пока неизвестны.

## Смерть
В 1336 году Бузан-хан скончался. Власть перешла к Дженкши-хану.